# Gerberette
En génie civil, une gerberette est un système mobile en porte-à-faux destiné à assurer la stabilité globale d'un ouvrage en établissant une jonction entre un poteau et une poutre. Cette pièce tient son nom de l'ingénieur Heinrich Gerber qui au XIXe siècle utilisait ce principe structurel afin de construire des ponts.

## Utilisations remarquables

### Centre Georges-Pompidou
Peter Rice membre de l'agence d'ingénieur Ove Arup & Partners, a travaillé à la réalisation du défi structurel qu'était la construction du Centre Georges-Pompidou dont le concours avait été remporté en 1971 par Renzo Piano et Richard Rogers. Le défi était le suivant : concevoir une série de plateaux sans aucun appui intermédiaire ayant une portée de 44 mètres 80 et pouvant supporter le poids d'une bibliothèque sur n'importe lequel de ses étages. Afin de résoudre ce défi technique, Peter Rice et les collaborateurs de l'agence Ove Arup & Partners imaginèrent d'utiliser des gerberettes pour répartir les charges sur des tirants. La pièce est dessinée en fonction des contraintes qui s'y appliquent : au niveau de l'accrochage de la poutre celle-ci est fine, en revanche au niveau des poteaux périphériques, là où les moments sont les plus forts la gerberette est épaisse, enfin elle s'affine au niveau des tirants là où la charge est reprise en tension. La réalisation de ces pièces fut confiée à l'usine Krupp en Allemagne et les gerberettes furent réalisés en acier moulé (selon les désirs de Peter Rice) afin d'obtenir une meilleure précision et dans le but de donner une silhouette précise et sculpturale à cette pièce clé. Chaque gerberette mesure 8 mètres de long et pèse 10 tonnes.